# W pogoni za rozumem: Dziennik Bridget Jones
W pogoni za rozumem: Dziennik Bridget Jones (ang. Bridget Jones: The Egde of Reason) – powieść Helen Fielding wydana w 1999. Jest to kontynuacja Dziennika Bridget Jones. Książka, podobnie jak część pierwsza, została przeniesiona na ekran. W rolę Bridget wcieliła się Renée Zellweger.